# Dave Canales
Dave Canales (* 7. Mai 1981 in Los Angeles, Kalifornien) ist ein American-Football-Trainer. Seit der Saison 2024 ist er Head Coach der Carolina Panthers in der NFL. Vorher war er als Assistenztrainer bei mehreren Teams aktiv.

## Frühe Jahre und Spielerkarriere
Canales wurde im Stadtteil Harbor City der Stadt Los Angeles geboren. Er wuchs in Kalifornien auf und besuchte die Carson High School in Carson. Dort war er in der Football- und Baseballmannschaft aktiv. In der Footballmannschaft war er zumeist als Quarterback und als Safety aktiv. Er entwickelte sich zu einem der besten Spieler seiner Schule und konnte in seinem Junior-Jahr als Safety 149 Tackles verzeichnen, in seinem Senior-Jahr insgesamt 13 Touchdowns in der Offense erreichen. In beiden Jahren wurde er ins First-Team der Liga gewählt. Nach seinem Highschoolabschluss ging er an die Azusa Pacific University in Azusa, Kalifornien, um in der NAIA College Football zu spielen. Am College wurde er als Wide Receiver und Defensive Back eingesetzt. Er kam jedoch nicht regelmäßig zum Einsatz und hatte mit Verletzungen zu kämpfen, so wurde er in seinem Sophomore-Jahr geredshirted. In seinem letzten Jahr an der Schule konnte er 27 Pässe für 293 Yards und einen Touchdown fangen. Außerdem erhielt er einen Bachelorabschluss in Business Administration. Daneben startete er ein Start-up, das Cowboystiefel verkaufte.

## Trainerkarriere

### Assistenzstationen
Nach dem Ende seiner aktiven Karriere wurde Canales Trainer an seiner alten Highschool, an der er die Mannschaft der Freshman und Sophomore trainierte sowie als Offensive Coordinator der älteren Jahrgänge fungierte. Nach zwei Saisons erhielt er einen Job am El Camino College, wo er zunächst als Trainer der Tight Ends und Special Teams Coordinator sowie später als Trainer der Quarterbacks aktiv war. Nebenbei engagierte er sich freiwillig in den Footballcamps von Pete Carroll, der damals Cheftrainer der USC Trojans der University of Southern California war. 2009 erhielt er von Carroll eine Assistenztrainerstelle bei den Trojans. Zur Saison 2010 wurde Carroll Cheftrainer der Seattle Seahawks in der NFL. Canales folgte Carroll in die NFL und wurde bei den Seahawks zunächst Offensive Quality Control Coach. In den folgenden 13 Jahren hatte er verschiedene andere Positionen im Trainerstab Carrolls inne: In den ersten Jahren nur als Assistenztrainer, zwischen 2015 und 2017 als Trainer der Wide Receiver, von 2018 bis 2019 als Trainer der Quarterbacks, von 2020 bis 2021 als Passing Game Coordinator und 2022 erneut als Trainer der Quarterbacks. In seiner Zeit bei den Seahawks konnte er als Trainer der Quarterbacks unter anderem mit Russell Wilson zusammenarbeiten, nach dessen Wechsel nach Denver verhalf er Geno Smith zu seinem Comeback, für das er auch als NFL Comeback Player of the Year ausgezeichnet wurde. Außerdem war er 2014 Teil des Trainerteams, dass Super Bowl XLVIII mit 43:8 gegen die Denver Broncos gewann. Zur Saison 2023 verließ Canales schließlich die Seahawks und wurde Offensive Coordinator bei den Tampa Bay Buccaneers unter Todd Bowles. Dort konnte er mit Baker Mayfield zusammenarbeiten und half diesem, nach einigen schwächeren Jahren eine sehr erfolgreiche Saison zu spielen. So gewannen die Buccaneers die NFC South und konnten sich für die Playoffs qualifizieren, wo sie erst in der Divisional Round an den Detroit Lions scheiterten.

### Head Coach der Carolina Panthers
Am 25. Januar 2024 wurde Canales als neuer Head Coach der Carolina Panthers vorgestellt. Er folgte in Carolina auf Frank Reich, der die Panthers erst zur Saison 2023 übernommen hatte und nach 11 Spielen entlassen worden war, sowie auf Chris Tabor, der interimsmäßig das Team bis Saisonende betreut hatte.